# Anisodactylus emarginatus
Anisodactylus emarginatus es una especie de escarabajo de tierra del género Anisodactylus, categorizada en la tribu Harpalini, de la subfamilia Harpalinae.

## Distribución
Se distribuye por China.

## Taxonomía
Fue descrita por N. Ito en 2003.
Tratamiento taxonómico
La especie aparece registrada y publicada en Notes on species of the harpaline subtribe Anisodactylina (Coleoptera, Carabidae) from China. -. Special Publication of the Japan Coleopterological Society, 6: 79-86. (2003).